# Тетра Аманды
Тетра Аманды (лат. Hyphessobrycon amandae) — вид рыб из рода хифессобриконы. Считается простой в разведении, легко совмещается с другими видами рыб. Была названа в честь Аманды Блехер, в природе питается зоопланктоном и насекомыми.

## Описание
Тело слегка вытянуто и немного уплощено по бокам. Красно-оранжевого цвета. Яркость цвета зависит от того, как рыбу содержат. Она бледнеет, если испывает стресс или страх. Это часто бывает, когда тетру только заселяют в новый аквариум. Обладает небольшими плавниками, непарные имеют золотистый оттенок, с прозрачной каймой. Хвост раздвоен. Есть светло-серые, или кремовые пятна. Есть жировой плавник. Половой диморфизм слаб. Самцы мельче, и обладают более яркой окраской. Средний размер 2 см, но многие до такого размера не дорастают. Живут 3 года. Глаз красный, обведён чёрным. Большой первичный и крошечный спинной плавник, анальный и гомоцеркальный плавники срослись. На боках есть боковые линии, которые больше заметны на бледных самках.

## Ареал
Происходит из бассейна реки Токантинс, Южная Америка, и основного притока Арагуая - центральных регионов Бразилии (штаты Токантинс, Мату-Гросу, Пара). Населяет притоки, мелкие ручьи, реки и озёра. Обитает в мягкой воде, с песчаным субстратом. Вода покрыта слоем опавших веток и листьев.

## Содержание
Аквариум должен быть 40×30 см. Температура - 22-29°C. Водородный показатель - 6.0-7.0. Вода должна быть мягкой. Фильтрация не должна быть слишком сильной. Субстрат должен быть песчаным, надо использовать несколько коряг. Надо использовать растительные и животные корма. Разнообразие корма хорошо скажется на яркой окраске рыбы. Так как они маленькие, то можно содержать с мелкими креветками и другими мелкими рыбками. Так как рыба небольшая, то достаточно 40 л в аквариуме. Нужна крышка, ведь тетра может выпрыгнуть из аквариума. У молодых тетр окраска проявляется в возрасте месяц. Половозрелыми становятся в 6 месяцев.

### Разведение
Нужна будет отдельная ёмкость, если вы хотите много мальков. Он должен быть слабо освещен, может содержать яванский мох. Могут нереститься в парах, но самок и самцов надо содержать в отдельных ёмкостях. Когда самки наберут икру в животе, а самцы станут яркими, то в вечерное время можно их пересадить в общий аквариум. Должны нереститься на следующее утро. Икра инкубируется  24-36 часов, сами мальки начинают плавать свободно через 3-4 дня. В основном, плавают или прячутся среди растений. Высокая вероятность того, что вы найдёте их в средней части аквариума. Им нужно время для того, чтобы привыкнуть к новому аквариуму. Они будут вести себя крайне осторожно. Надо давать артемий и дафний, 2-3 раза в день.